# Палац Дідушицьких (Неслухів)
Палац Дідушицьких — маєток (палац і парк), який колись належав родині Дідушицьких. Розташований у селі Неслухові (Кам'янка-Бузький район, Львівська область).
Палац порівняно невеликий, двоповерховий, зведений у класичному стилі. Довкола палацу — дендропарк з рідкісними деревами і кущами (див. Неслухівський парк). Схили парку спускаються до мальовничого озера зі штучним острівком.

## З історії палацу

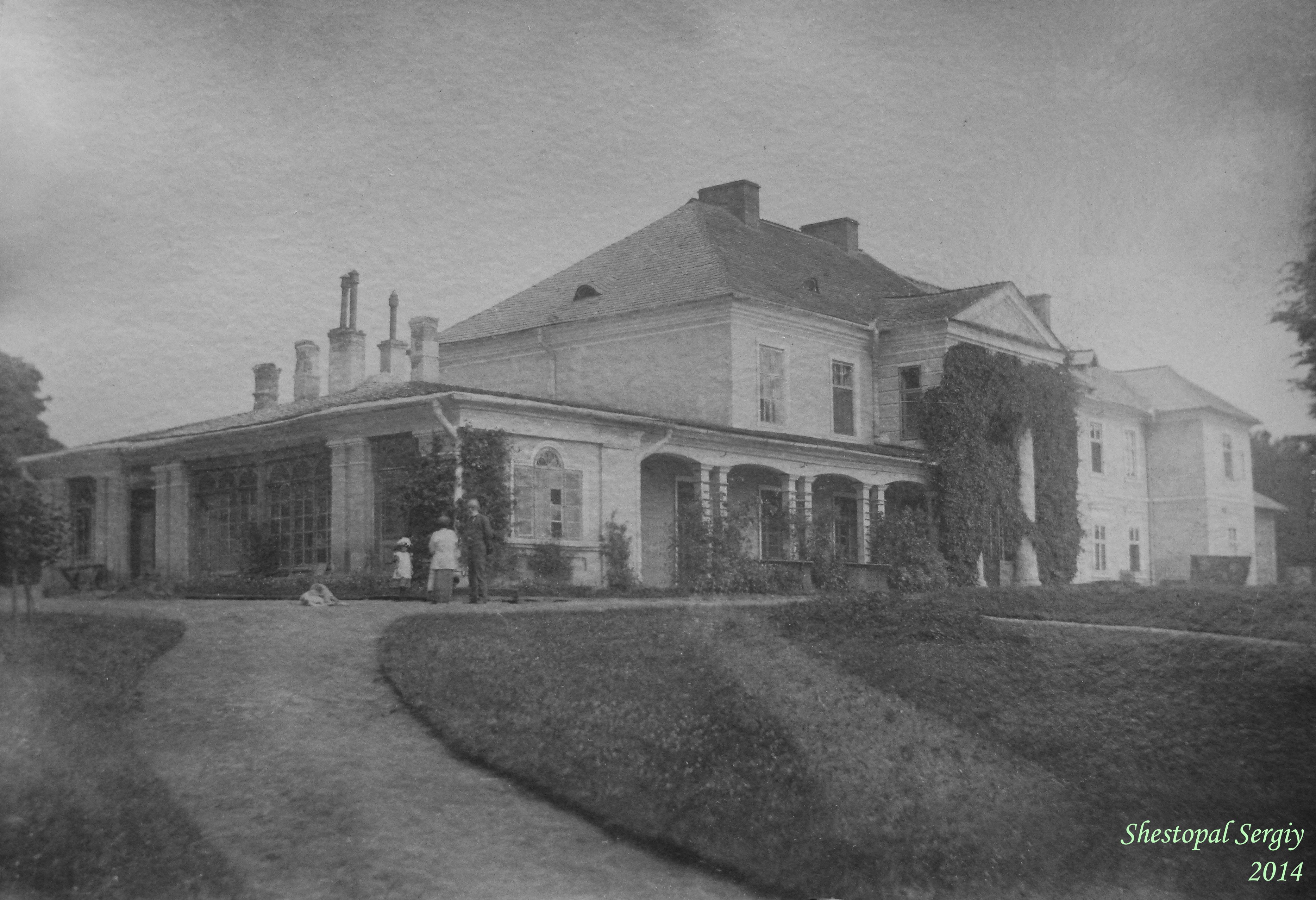
Маєток Дідушицьких до 1891 року

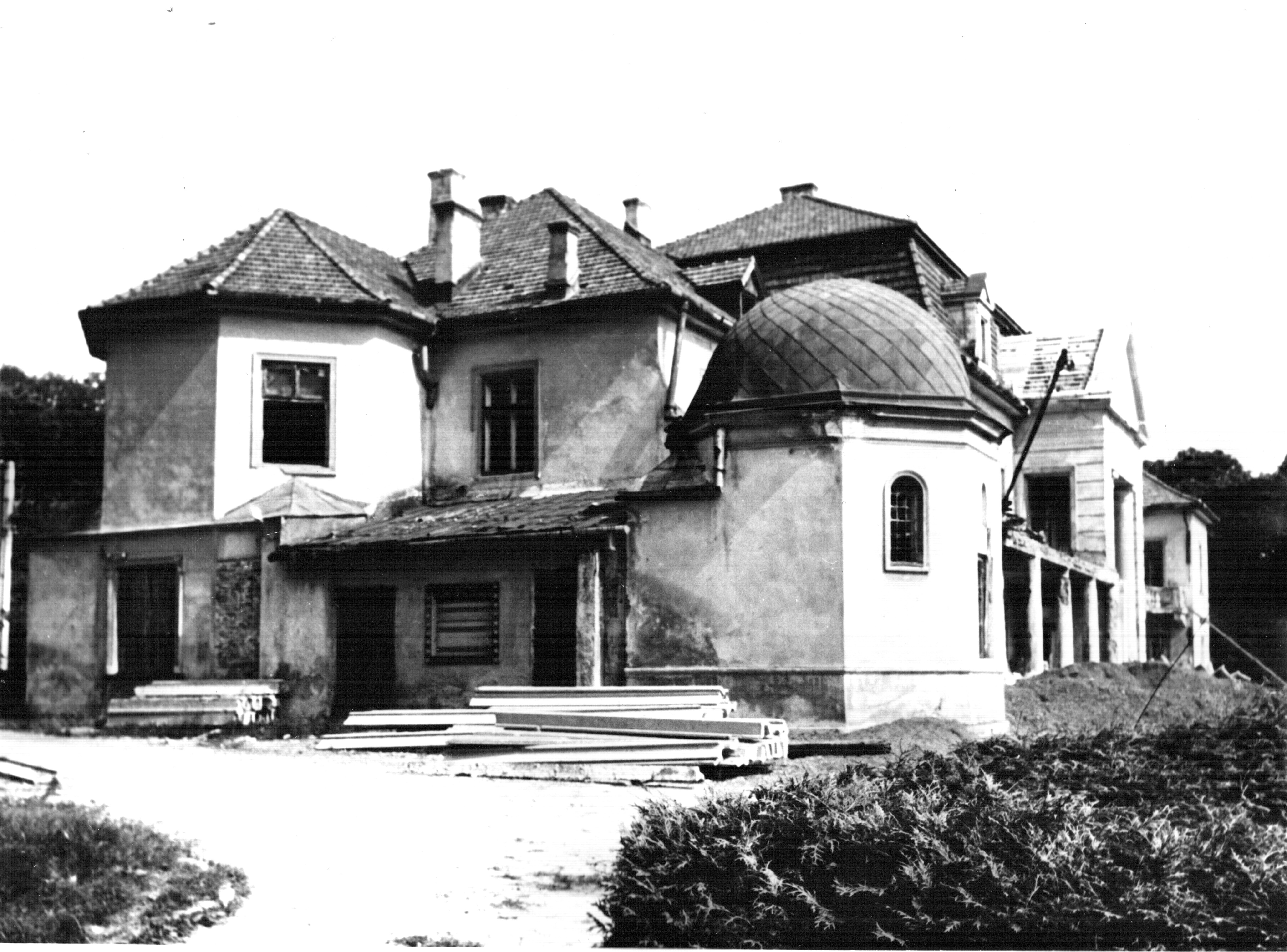
Маєток Дідушицьких до останньої реставрацiї в 1979–1984 рр.

### Польський період
Раніше, в XVI–XVII ст., на місці палацу існував оборонний двір. Наприкінці XVIII ст. і на початку XIX ст. двір належав родині Громницьких, а пізніше перейшов до Дідушицьких. Первісний палац побудував граф Андрій Северин Дідушицький (12.2.1756 — 9.1831, Неслухів). Згодом його син Казимир Адам (5.3.1812 — 30.12.1885, Львів); зробив реконструкцію палацу і добудував другий поверх. У такому вигляді маєток проіснував до 1891 р., коли споруду знову реконструювали. Тоді до головного корпусу була поєднана восьмигранна капличка з дахом-банею, завдяки чому вона перетворилася на своєрідну кутову башточку. Після багатьох перебудов палац набув асиметричного вигляду, і таким дійшов до наших часів. Останнім власником маєтку (до 1939 р.), був онук Казимира Адама Станіслав Дідушицький (1888–1960).
З внутрішнього оздоблення палацу дотепер практично нічого не збереглось.

### Маєток після 1939 року
З 29 червня 1959 року в палаці розташована Львівська дослідна станція садівництва Інституту садівництва. У 1979 році палац, який перебував на той час в аварійному стані, визнано непридатним для використання та планувалось його знесення. Однак завдяки керівнику наукової установи Шестопалу С. Я. до 1984 року вдалося провести повну реконструкцію приміщення.
Споруда і парк біля неї перебувають у занедбаному стані та потребують ремонту-відновлення.

## Парковий комплекс
Ландшафтно-планувальний уклад палацово-паркового ансамблю в с. Неслухів зафіксований на кадастровій карті 1845 р., складеній Крайовою земельно-податковою комісією. На жаль, через відсутність описів композиційного планування та переліку рослин, які зростали у парку в ХІХ ст., важко судити про ступінь збереження палацово-паркового комплексу.
У 1975 р. перед палацом посадили хвойні дерева та кущі.
В ході проведення інвентаризації палацово-паркового ансамблю встановлено сучасний видовий склад дендрофлори, яка загалом налічує 82 види та 18 форм, що належать до 54 родів і 28 родин.
У парку колишнього маєтку Дідушицьких виявлено доволі значну кількість деревних видів і форм, які трапляються досить рідко у насадженнях палацово-паркових комплексів, а на даній території представлені здебільшого одиничними екземплярами: клен гостролистий, вільха сіра, каркас західний, ліщина звичайна, ліщина деревовидна, клокичка периста, бук лісовий, бузок угорський, туя складчаста, туя складчаста, туя Стендіша, кипарисовик горіхоплідний.
Вражають своїми розмірами у палацово-парковому комплексі вікові дерева ясена, тополі білої, тополі чорної, клена гостролистого, липи повстистої, гіркокаштана звичайного та верби білої. На сьогодні композиція палацово-паркового комплексу — яскраво виражений парковий ландшафт з численними пейзажними картинами, основними елементами яких є масиви берези повислої та ялини європейської (зліва від головного входу та біля ставка), стрижені живоплоти із туї західної (перед палацом), рядові посадки липи дрібнолистої (від дороги до палацу), туї західної (перед палацом і по західній межі парку) та бузку звичайного (по північній межі парку), алея магнолій (на схилі від палацу до ставка), різні групи дерев і кущів, а також газонне вкриття.
У насадженнях парку спостерігається планування декоративних груп за систематичним принципом. Так, на острові зосереджені вільха чорна, вільха сіра та вільха сіра. В алеї висаджені магнолії гостролиста, Суланжа та кобус, які проявляють тривалий декоративний ефект за рахунок різних періодів цвітіння. Квітучий живопліт формує бузок звичайний чотирьох сортів із звичайними та махровими квітами білого, блакитного та бордового відтінків. Зліва від палацу розміщена група із ліщини деревовидної, ліщини звичайної та ліщини звичайної.
Велике композиційне значення має розміщений на східній межі парку став з вільно окресленою береговою лінією, до якого з одного боку прилягає масив парку на схилі, з іншого — невелика лука з пасікою. Акцентом пейзажу є невеликий штучний острівець на ставку, що з'єднаний з берегом дугоподібним металевим містком.

## Світлини

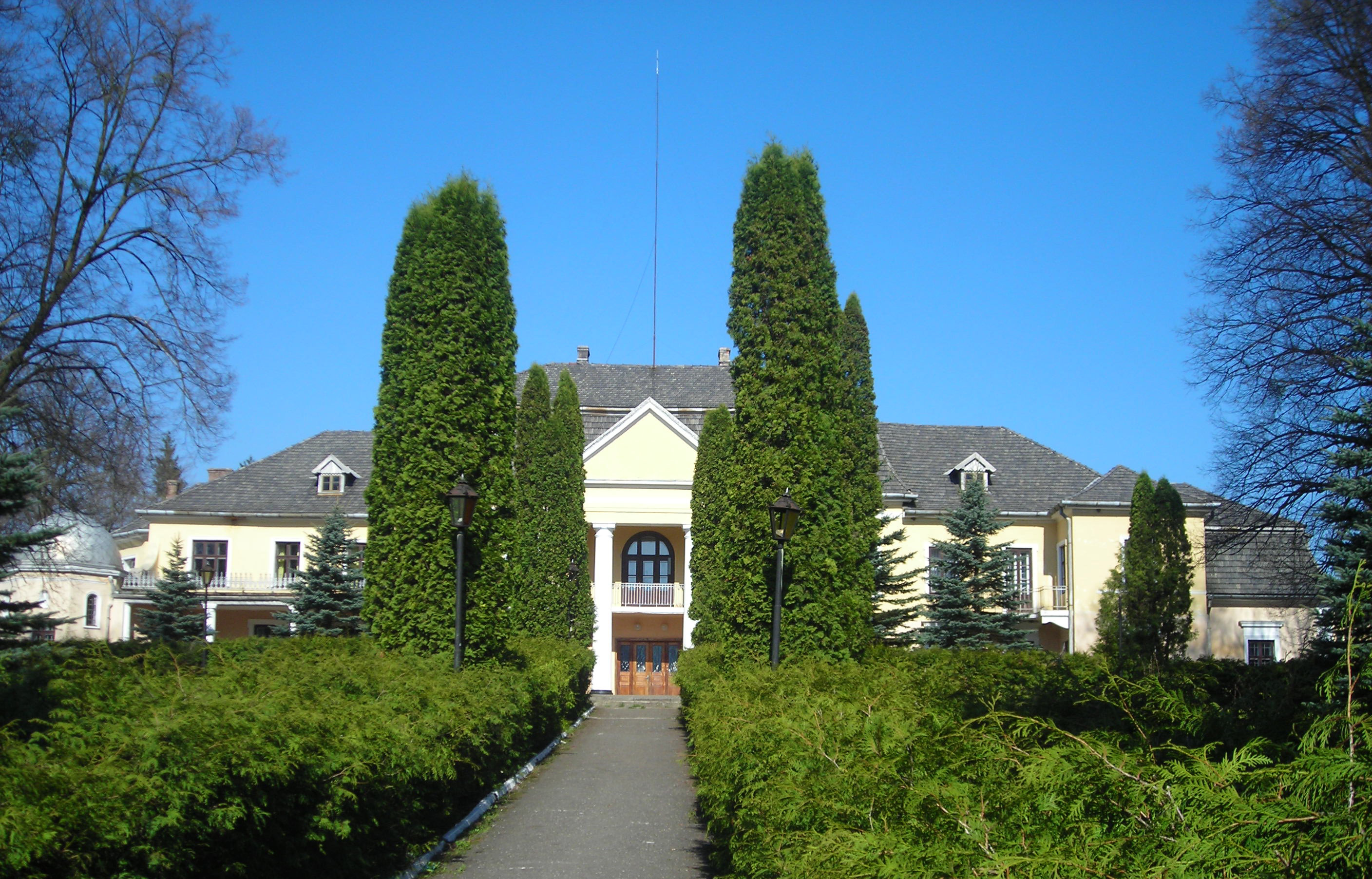
Головний вхід до палацу
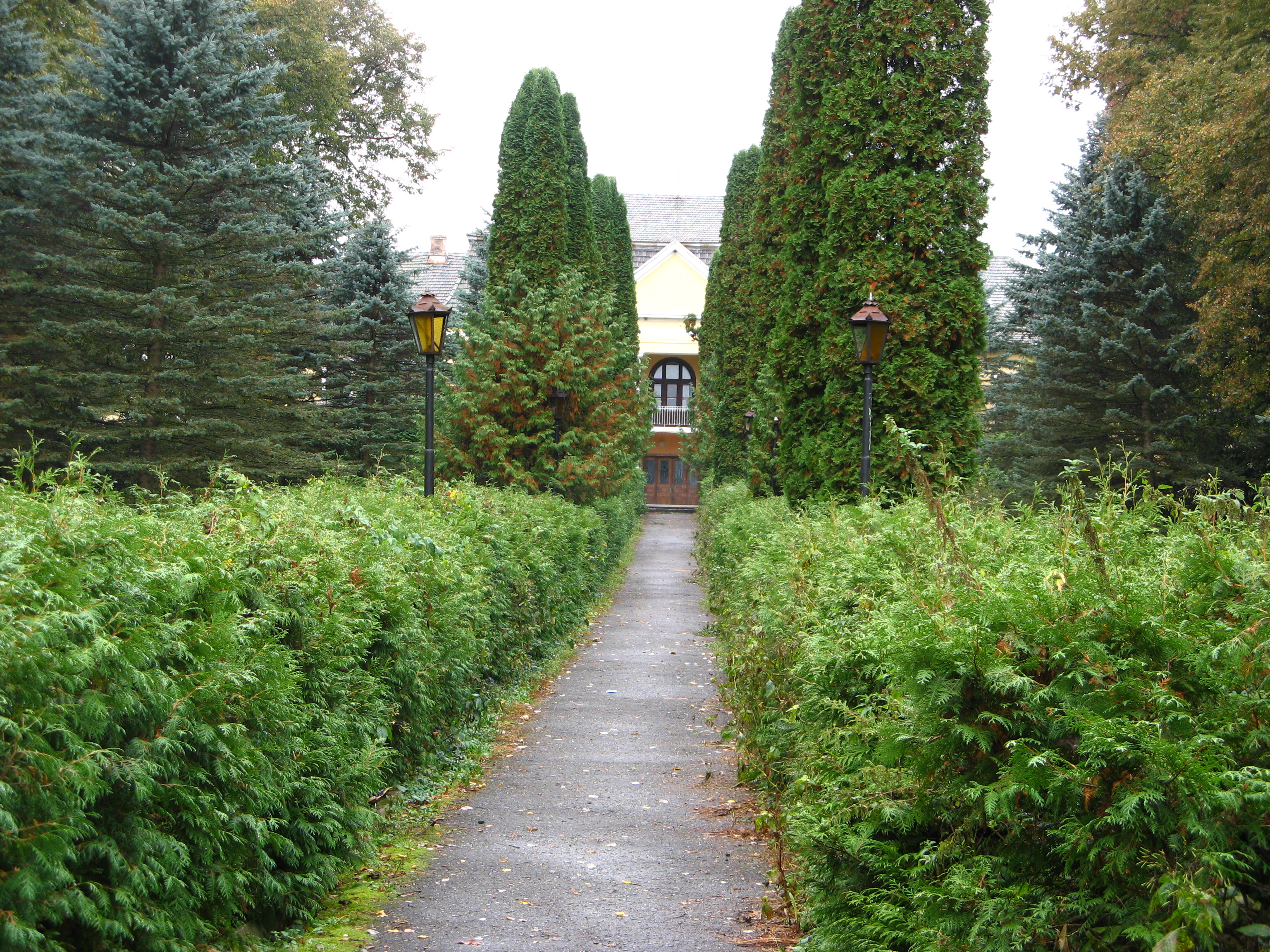
Головна алея парку
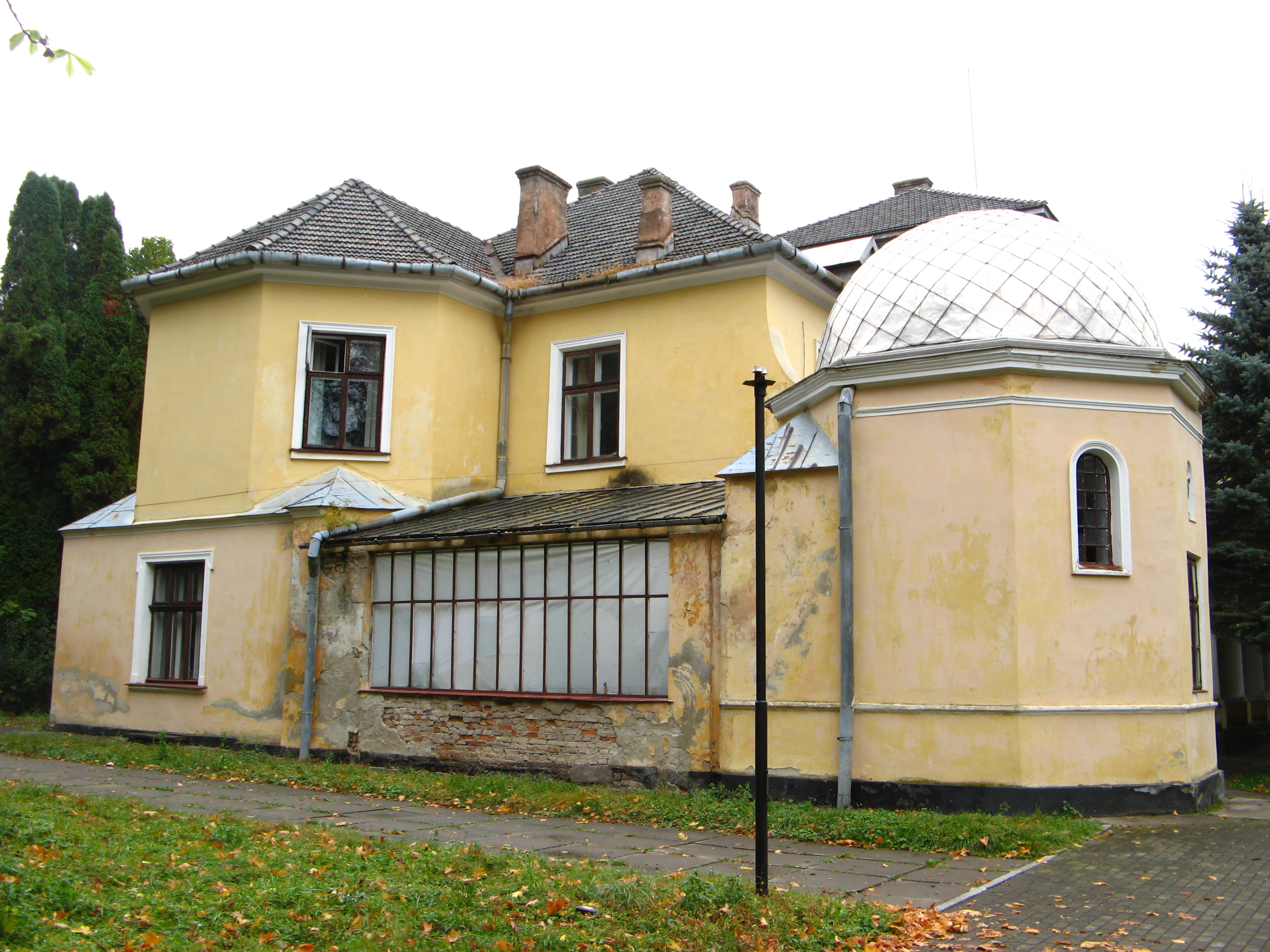
Південний флігель з кутовою башточкою
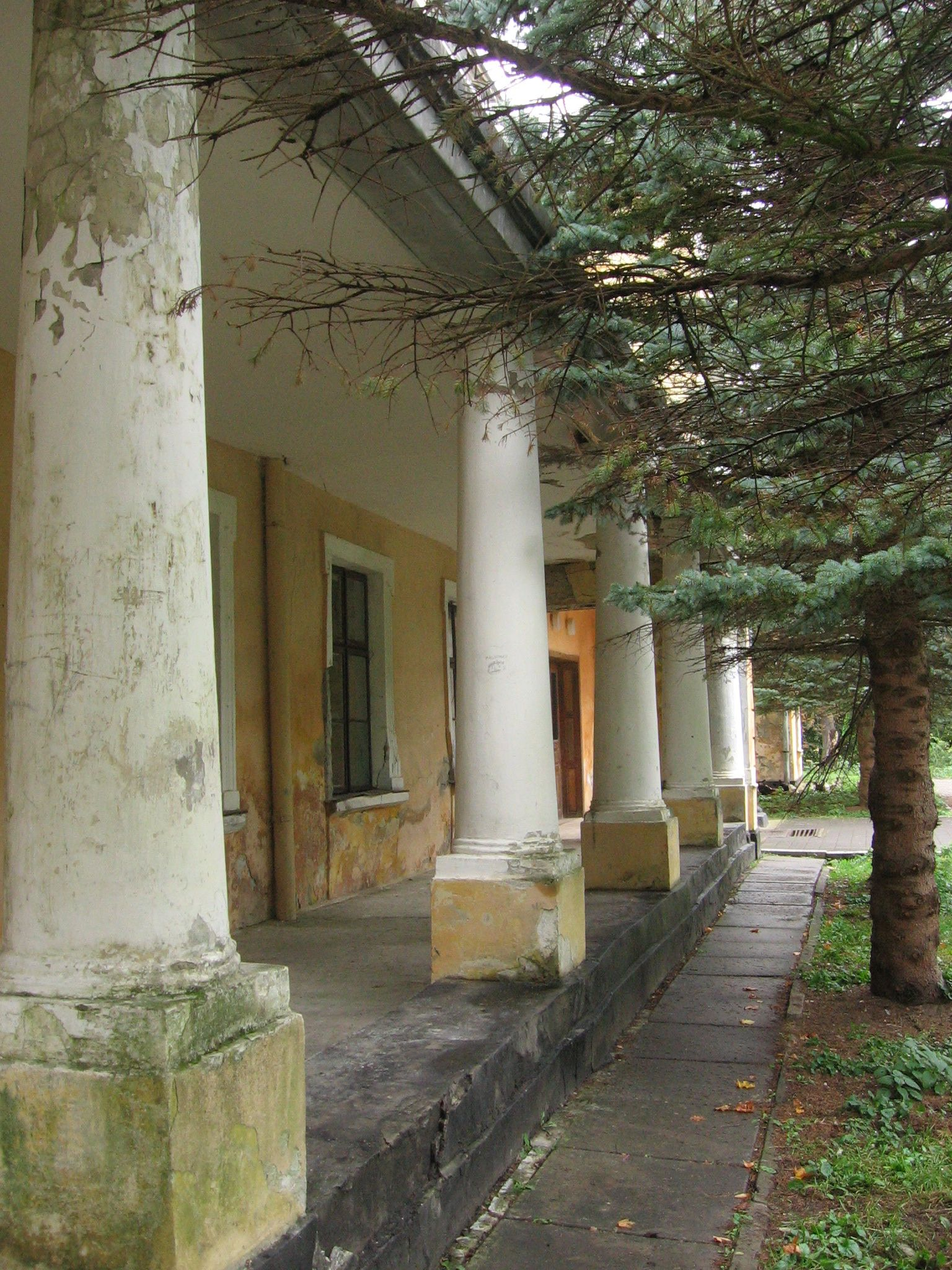
Колонада критої галереї
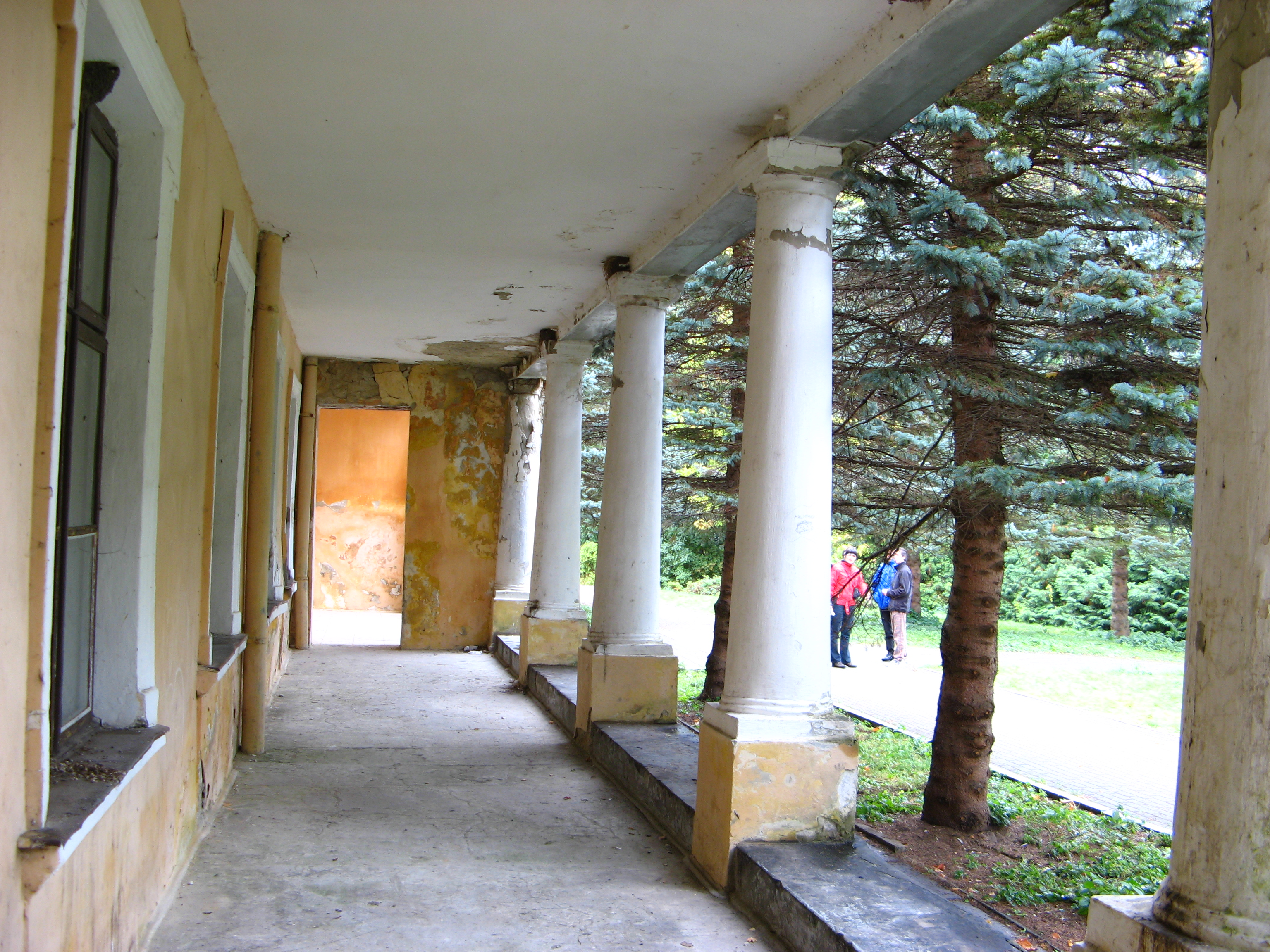
Крита галерея
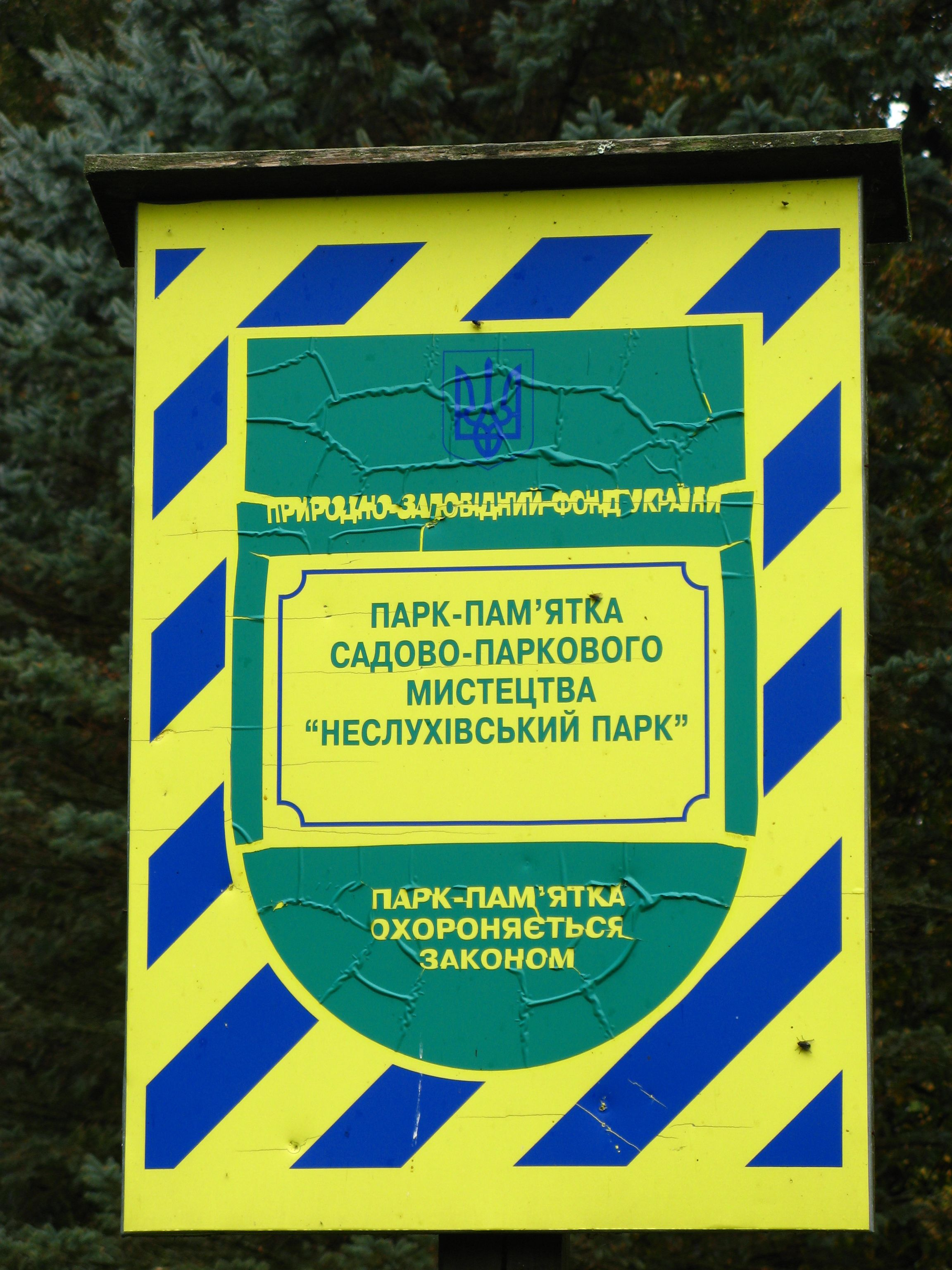
Інформаційна таблиця в парку
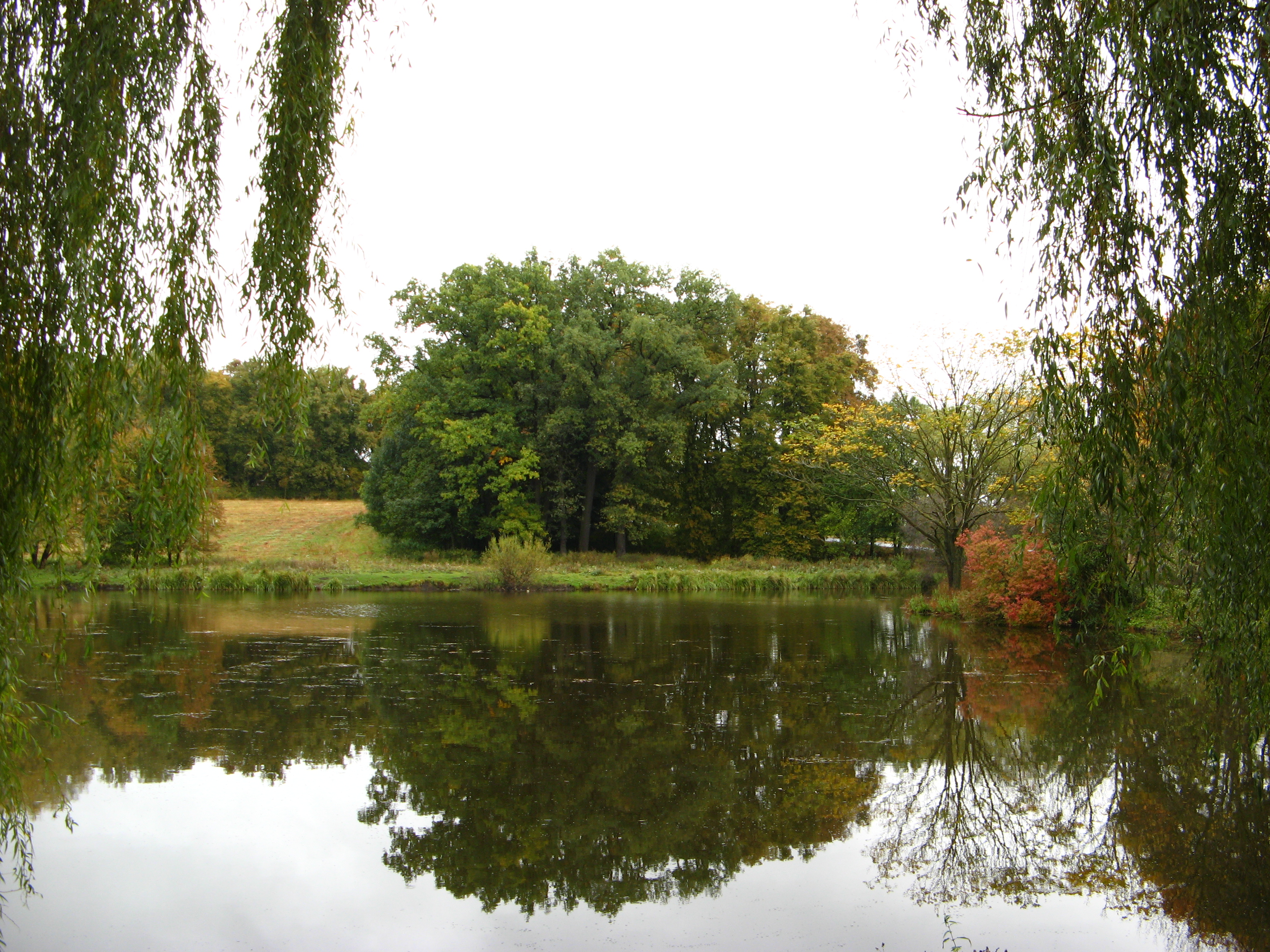
Ставок біля палацу